# La Tour de Londres (film, 1962)
Pour les articles homonymes, voir La Tour de Londres.
Pour plus de détails, voir Fiche technique et Distribution.
La Tour de Londres (Tower of London) est un film américain réalisé par Roger Corman, sorti en 1962.

## Synopsis
Richard, duc de Gloucester, n'accepte pas que son aîné, le roi Édouard IV, à l'agonie, choisisse l'un de ses neveux comme successeur. Il assassine donc son cadet, le duc de Clarence, que le roi mourant a désigné comme protecteur. Dès lors, Richard bascule dans un engrenage meurtrier afin d'asseoir sa position sur le trône mais est hanté par les fantômes de ses victimes qui prophétisent la mort brutale du prétendant à la couronne.

## Fiche technique
- Titre original : Tower of London
- Titre français : La Tour de Londres
- Réalisation : Roger Corman
- Scénario : Robert E. Kent, Leo Gordon et F. Amos Powell
- Production : Edward Small productions
- Photographie : Archie R. Dalzell
- Musique : Michael Valgren
- Pays d'origine : États-Unis
- Format : Noir et blanc - 1,66:1 - Mono
- Durée : 79 minutes
- Date de sortie : 24 octobre 1962

## Distribution
- Vincent Price : Richard of Gloucester
- Michael Pate : Sir Ratcliffe
- Joan Freeman : Lady Margaret
- Robert Brown (en) : Sir Justin
- Bruce Gordon : Duc de Buckingham
- Joan Camden : Anne
- Richard Hale : Tyrus
- Sandra Knight : Mistress Shore
- Charles Macaulay : Clarence
- Justice Watson : Edward IV
- Sarah Selby : Reine
- Donald Losby : Prince Richard
- Eugene Mazzola : Edward V
- Morris Ankrum : l'archevêque
- Paul Frees : Narrateur (voix)

## Production
Le film a été tourné en 15 jours à l'initiative du producteur Edward Small, qui avait apprécié le travail de Corman lorsque ce dernier a adapté les nouvelles d'Edgar Allan Poe.